# Hoplophanes panchalca
Hoplophanes panchalca is een vlinder uit de familie van de Heliozelidae. De wetenschappelijke naam van de soort is voor het eerst geldig gepubliceerd in 1897 door Meyrick.